# Sławomir Janicki (polityk)
Sławomir Wacław Janicki (ur. 28 września 1948 w Radomiu) – polski polityk, matematyk i samorządowiec, prezydent Lublina w latach 1990–1991.

## Życiorys
Ukończył studia na Wydziale Matematyki, Fizyki i Chemii Uniwersytetu Marii Curie-Skłodowskiej w Lublinie. W 1977 uzyskał stopień doktora nauk matematycznych. W 1971 został pracownikiem naukowym Politechniki Lubelskiej.
W 1980 wstąpił do „Solidarności”, przewodniczył komisji zakładowej na uczelni i zasiadał we władzach Regionu Środkowo-Wschodniego związku. Po wprowadzeniu stanu wojennego został internowany na okres od 13 grudnia 1981. Po zwolnieniu w sierpniu 1982 działał w podziemnych struktura „S”.
W 1990 był członkiem prezydium II Krajowego Zjazdu Delegatów w Gdańsku, do 1993 wchodził w skład zarządu regionu. W pierwszej połowie lat 90. należał do Porozumienia Centrum, od 1997 był członkiem RS AWS, od 2004 związany z Partią Centrum (istniejącą do 2008), w której był przewodniczącym zarządu wojewódzkiego.
W latach 1990–1991 zajmował stanowisko prezydenta Lublina. Od 1994 do 1998 i ponownie w latach 2002–2006 zasiadał w radzie miasta, gdzie w latach 2002–2003 piastował stanowisko przewodniczącego rady. Kandydował bez powodzenia w 1997 z list AWS do Sejmu. W okresie 1998–2002 był radnym sejmiku lubelskiego I kadencji. W 2014 bez powodzenia startował do rady miasta (z listy PiS jako kandydat Solidarnej Polski, do której w międzyczasie przystąpił). W 2015 (nadal należąc do tej partii) kandydował bez powodzenia do Sejmu z ramienia komitetu wyborczego wyborców Kukiz’15, zorganizowanego przez Pawła Kukiza. W 2018 ponownie wystartował z listy PiS do rady miejskiej.

## Odznaczenia
- Krzyż Kawalerski Orderu Odrodzenia Polski (2013)[5]
- Krzyż Wolności i Solidarności (2019)[6]
- Złoty Krzyż Zasługi (2006)[7]